# Кунар (приток Унги)
Куна́р (в верховьях — Инме́р-Сирма́; чув. Кӑнар) — река в России, протекает в Чебоксарском и Цивильском районах Чувашской Республики. Левый приток Унги.

## География
Река Кунар берёт начало у деревни Шоркино. Течёт в южном направлении. Устье реки находится у деревни Малдыкасы в 27 км по левому берегу реки Унги. Длина реки составляет 14 км, площадь водосборного бассейна — 50,4 км². Коэффициент густоты речной сети составляет 0,53 км/км². У реки 4 притока.

## Данные водного реестра
По данным государственного водного реестра России относится к Верхневолжскому бассейновому округу, водохозяйственный участок реки — Цивиль от истока и до устья, речной подбассейн реки — Волга от впадения Оки до Куйбышевского водохранилища (без бассейна Суры). Речной бассейн реки — (Верхняя) Волга до Куйбышевского водохранилища (без бассейна Оки).
Код объекта в государственном водном реестре — 08010400412112100000261.

## Название
Название, возможно, от кун «кожа, кожный, кожевенный» и ар/ер в значении «река». Возможно, здесь производили работы, связанные с обработкой кожи.— Географические названия Чувашской Республики

## Хозяйственное использование и экология
Возле деревень Ырашпулых и Анаткас-Марги Чебоксарского района на реке Кунар функционируют малые гидротехнические сооружения.